# Tomás Luis de Victoria
Tomás Luis de Victoria (ur. 1548, zm. 27 sierpnia 1611 w Madrycie) – jeden z najwybitniejszych hiszpańskich kompozytorów przełomu XVI/XVII w, tworzący w stylu późnego renesansu.

## Życie
Studiował w Rzymie w jezuickim Collegium Germanicum (razem z Giovannim Pierluigim da Palestrina), gdzie spędził większość swego życia. W latach 1578–85 był duchownym przy kościele San Girolamo della Carità; wydał wówczas wiele swoich utworów. Ponadto od 1569 był organistą i śpiewakiem w kościele Santa Maria di Monserrato. W 1585 powrócił do Hiszpanii, jednak wielokrotnie odwiedzał Rzym (m.in. w związku z pogrzebem Palestriny). Lata 1587–1603 spędził w madryckim klasztorze. Od 1603 był muzykiem córki cesarzowej, Margarity.

## Twórczość
Komponował przede wszystkim religijną muzykę chóralna a capella. Jego styl był bliski stylowi Palestriny, był jednak w muzyce bardziej mistyczny i emocjonalny od swego klasycznego mistrza. Twórczość de Victorii charakteryzuje się większą od Palestriny swobodą harmoniczną, czytelniejszą retoryką i chętniejszym sięganiem po brzmienia dysonansowe (sekundy i septymy). Ponadto bardzo często operował wyraźnymi motywami i imitacjami. Powoduje to, że w jego muzyce odczuwalne są już wczesne zasady baroku.

### Główne dzieła
- Caligaverunt
- Ne timeas Maria
- Ave Maria
- O quam gloriosum est regnum
- Officium defunctorum
- Officium Hebdomadae Sanctae (na Wielki Tydzień)
- Popule meus